# Lignícola

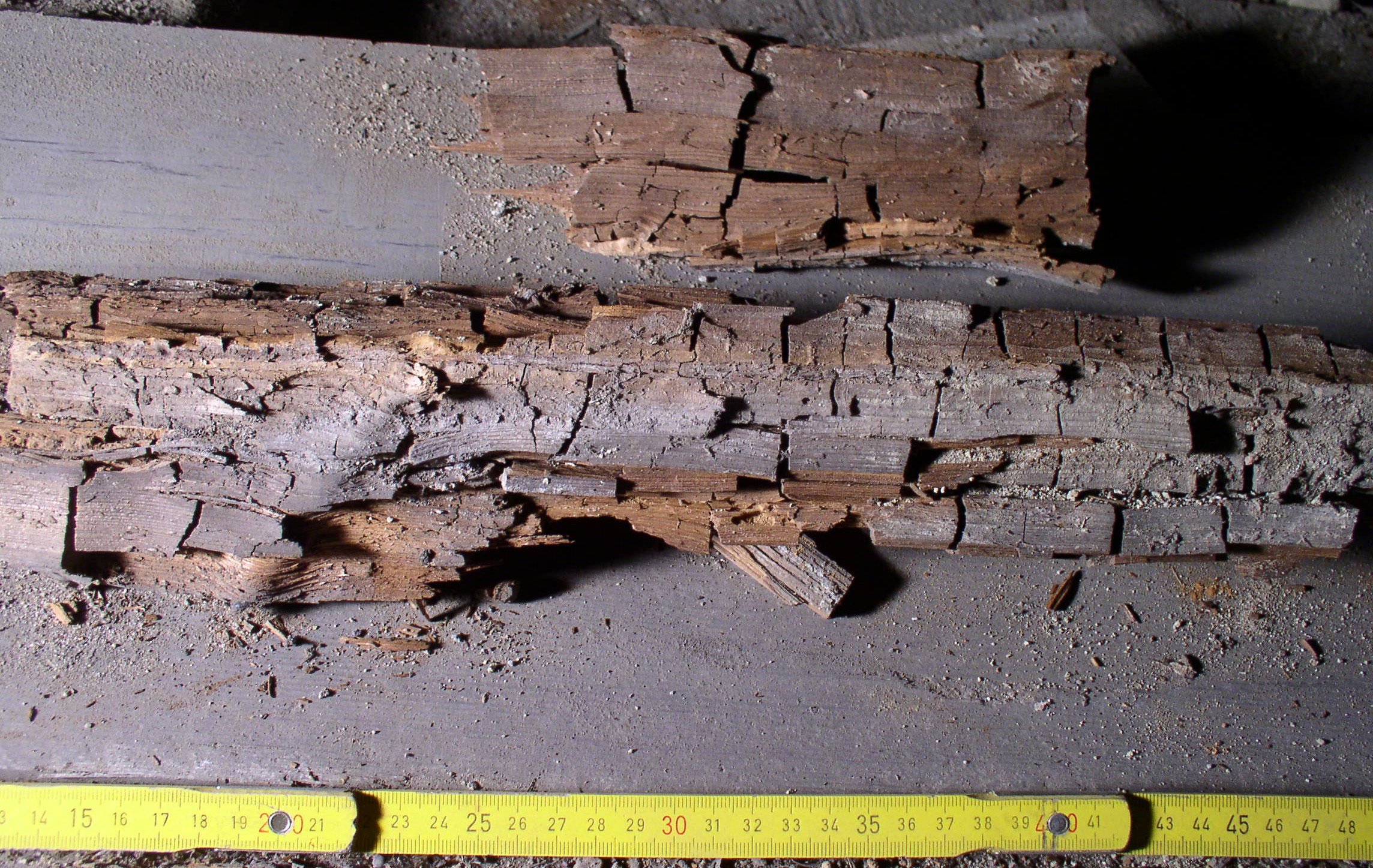
Pobredumbre seca causada por el hongo lignícola Serpula lacrymans

Lignícola  o hongo xilófago es el nombre técnico que se usa para hongos que se alimentan de la madera, a diferencia de otros organismos donde se menciona que son lignícolas si están asociados a ella sin necesidad de consumirla.  Es importante decir que este término no es taxonómico, agrupa especies tanto de Basidiomicota como de Ascomicota que lo que tienen en común es que atacan y degradan madera. Como resultado del consumo de la madera, encontramos que los hongos producen diferentes tipos de pudrición dependiendo de los compuestos que absorben. 

## Tipos de pudrición
Los hongos xilófagos se pueden clasificar dependiendo del tipo de pudrición que producen: pudrición blanca, pudrición castaña (o parda), y pudrición blanda.  La pudrición blanca se caracteriza por degradar la lignina completamente, pero no pueden degradar totalmente la celulosa y la hemicelulosa, por lo tanto la madera obtiene una coloración blanca. La pudrición marrón es dada por hongos que pueden degradar la celulosa y la hemicelulosa, estos hongos en cambio no pueden degradar la lignina, la lgnina restante da un color marrón a la madera. La pudrición blanda es causada principalmente por los hongos ascomycetes, estos no degradan la celulosa parcialmente dando un reblandecimiento superficial de la madera.

## Importancia para los ecosistemas
Son considerados especies clave para los ecosistemas forestales debido a que aportan nutrientes y hábitat para las especies, pero también participan en procesos esenciales como la degradación de materiales y la transformación y transportación de energía, sin ellos el ecosistema colapsaría. Muchas de las especies se utilizan como especies indicadoras para la conservación y debido a la tala de los bosques una gran cantidad se clasifican en IUCN como especies en peligro de extinción.
La descomposición de la madera es de suma importancia para la disponibilidad del suelo y la recirculación del carbono. La madera contiene entre un 40-45% de celulosa rica en carbono, que se descompone de forma muy lenta debido a que se encuentra embebida entre lignina, la cual es resistente al ataque microbiano y para que los hongos puedan acceder a la celulosa deben ser capaces de disolver o penetrar la lignina.